# Pädagogische Liebe
Pädagogische Liebe (auch: pädagogischer Eros) ist ein in der Pädagogik verwendeter Begriff, der eine spezifische Art der pädagogischen Praxis definiert, die durch den Respekt vor der Person, ihren Bedürfnissen und ihrem Willen gekennzeichnet ist. Geprägt wurde dieser Begriff von Herman Nohl. Grundlegend soll damit die Intention des Erziehers sowohl an der Lebensrealität als auch an der Idealität des Kindes ausgerichtet werden. Dies soll geschehen, indem sich der Erzieher in das Kind hineinversetzt und damit einen Blickwinkel einnimmt, der dem der Eltern gleicht. Das Medium, an dem sich diese Liebe realisieren soll, ist gemäß dieser Vorstellung die Kultur, sodass die pädagogische Liebe auf das Geistige im Kind zielt.

„Von heute aus gesehen kann Nohl so verstanden werden, dass er mit Nachdruck darauf hinweisen will, dass pädagogisches Handeln ohne die elementare Zuneigung zum Menschen nicht möglich ist.“

Pädagogischer Eros steht allerdings spätestens seit dem Missbrauchsskandal an der Odenwaldschule für eines der umstrittensten Konzepte der Reformpädagogik und für die Legitimierung sexueller Handlungen durch Erwachsene an vorwiegend jungen Männern oder Knaben.